# Nikołaj Bobarenko
Nikolay Siemionowicz Bobarenko (ros. Николай Семёнович Бобаренко; ur. 27 listopada 1931, zm. 16 kwietnia 1996) – radziecki kolarz szosowy. Reprezentant Związku Socjalistycznych Republik Radzieckich na Letnich Igrzyskach Olimpijskich 1952 w Helsinkach. Na igrzyskach uczestniczył w wyścigu indywidualnym ze startu wspólnego, którego nie ukończył.